# Сюкеевы горы
Сюкеевы горы — возвышенность в Татарстане, на правом берегу реки Волга, рекой Ишимкой на севере, рекой Мордовской на юге, Волгой на востоке, долиной Улемы на западе. Расположение в разных источниках варьируется, иногда в Сюкеевы горы включают восточную часть Тетюшских гор. К северу от Сюкеевых гор располагаются Богородские горы, к югу Тетюшские горы, к юго-востоку гора Сокол. Возвышенность получила название благодаря селу Сюкеево.
Сюкеевские пещеры, располагавшиеся по описанием XIX века в Сюкеевских горах по современной классификации должны были оказаться в восточной части Тетюшских гор.